# 台中市公車63路
台中市公車63路目前行駛自翁子至國安社區(宜寧中學)，主要行使於臺灣大道、雅潭路、中正路，為臺中市公車第一條聯營路線，由豐原客運及統聯客運聯營。

## 歷史
- 2012年7月1日：通車。
- 2013年10月15日：新增停靠「大豐路230巷口」及「中山大同巷口」。
- 2013年10月21日：臺中榮總端06:00及06:10二班次調整為05:50及06:00發車。
- 2013年12月25日：調整西屯區僑光科大地區行駛動線。「黎明光明路口」站位遷移至福星北路處（靠近西苑路）（預計1年日曆天後恢復原站位）。[2]
- 2015年5月15日：增停「雅潭雅環路口」。
- 2016年5月9日：增設「黎明僑大三街口」、「黎明福星北路口」，並將「黎明光明路口」更名為「福星北西苑路口」。
- 2016年6月1日：增設「廣福路261巷口」。
- 2016年8月15日：增設「廣福環中路口」。
- 2016年10月16日：由北環福德祠端延駛至「豐原東站」，延駛後中途增設「圓環北大順街口」、「圓環北角潭路口」、「豐原東站」，並將路線名稱由「豐原火車站－臺中榮總」變更為「豐原東站－臺中榮總」。
- 2017年3月24日：增設「豐勢明興街口」。[3]
- 2018年12月3日：「豐原火車站」更名為「豐原車站」。
- 2019年1月11日：「頂街」更名為「頂街（中正路）」。[4]
- 2022年6月10日：「豐原東站」易名為「豐原轉運中心」，並將路線名稱由「豐原東站－臺中榮總」變更為「豐原轉運中心－臺中榮總」。
- 2022年9月9日：豐原轉運中心端延駛至翁子，雙向取消「豐原轉運中心」和「豐勢明興街口」，往臺中榮總方向加停「翁子國小」、「王家厝」、「豐陽國中」、「豐陽路235巷口」、「南興宮」、「豐原高中」、「水源豐原大道口」、「義士祠」、「永豐原紙廠」和「大楓樹福德祠」以翁子國小為起點，往翁子方向加停「大楓樹福德祠」、「永豐原紙廠」、「翁子」和「翁子保養廠」並以該站為終點，並將路線名稱由「豐原轉運中心－臺中榮總」變更為「翁子－臺中榮總」。
- 2023年1月13日：臺灣大道東海橋至河南路段改行駛優化公車專用道，來回方向取消停靠「朝馬（臺灣大道）」、「秋紅谷（朝陽橋）」，改停「秋紅谷（專用道）」。
- 2023年6月19日：臺中榮總端延駛至「國安社區(宜寧中學)」，雙向新增「臺中榮總(東大路)」、「瑞聯天地(東大路)」、「榮總北院」、「國安社區(宜寧中學)」，路線名稱由「臺中榮總－翁子」變更為「宜寧中學－翁子」。
- 2024年3月1日：取消停靠「瑞聯天地(東大路)」(往宜寧中學方向)單邊站位。[5]
- 2024年3月18日：調整發車時刻。[6]

## 路線基本資料
單程行車里數約25.9公里，單程行車時間約1小時10分。往國安社區(宜寧中學)共80站，往翁子保養場共75站。
自翁子起，沿豐原區豐陽路、豐勢路、圓環北路、豐中路、中正路、成功路、西勢路、神岡區承德路、潭子區大豐路、雅潭路三段、大雅區雅潭路、中清路三段、中山路、西屯區廣福路、黎明路、福星北路、福星路、河南路、臺灣大道三段、臺灣大道四段，東大路行駛至國安社區(宜寧中學)。

### 時刻表[9]
- 時刻表僅供參考，請以豐原客運、統聯客運網站公告為準。
- 時刻表更新時間為2025年3月14日。

| 台中市公車63路平/假日時刻列表 | 台中市公車63路平/假日時刻列表 | 台中市公車63路平/假日時刻列表 | 台中市公車63路平/假日時刻列表 |
| ----------------------------- | ----------------------------- | ----------------------------- | ----------------------------- |
| 翁子開時刻                    | 翁子開備註                    | 國安社區(宜寧中學)開時刻      | 國安社區(宜寧中學)開備註      |
| 05:50                         | -                             | 05:55                         | -                             |
| 06:00                         | -                             | 06:30                         | -                             |
| 06:10                         | -                             | 07:00                         | -                             |
| 06:20                         | -                             | 07:20                         | -                             |
| 06:30                         | -                             | 07:40                         | -                             |
| 06:50                         | -                             | 08:20                         | -                             |
| 07:10                         | -                             | 08:30                         | -                             |
| 07:50                         | -                             | 08:40                         | -                             |
| 08:30                         | -                             | 09:00                         | -                             |
| 09:00                         | -                             | 09:20                         | -                             |
| 09:30                         | -                             | 10:00                         | -                             |
| 10:00                         | -                             | 10:30                         | -                             |
| 10:20                         | -                             | 11:00                         | -                             |
| 10:50                         | -                             | 11:30                         | -                             |
| 11:20                         | -                             | 12:00                         | -                             |
| 11:50                         | -                             | 12:30                         | -                             |
| 12:10                         | -                             | 12:45                         | -                             |
| 12:30                         | -                             | 13:15                         | -                             |
| 13:00                         | -                             | 14:00                         | -                             |
| 13:30                         | -                             | 14:15                         | -                             |
| 14:00                         | -                             | 14:50                         | -                             |
| 14:30                         | -                             | 15:10                         | -                             |
| 15:00                         | -                             | 15:30                         | -                             |
| 15:20                         | -                             | 15:50                         | -                             |
| 15:50                         | -                             | 16:10                         | -                             |
| 16:20                         | -                             | 16:30                         | -                             |
| 16:50                         | -                             | 17:10                         | -                             |
| 17:10                         | -                             | 17:40                         | -                             |
| 17:30                         | -                             | 18:00                         | -                             |
| 17:40                         | -                             | 18:45                         | -                             |
| 18:00                         | -                             | 19:00                         | -                             |
| 19:00                         | -                             | 19:30                         | -                             |
| 20:00                         | -                             | 20:00                         | -                             |
| 21:00                         | -                             | 21:00                         | -                             |
| 22:00                         | -                             | 22:00                         | -                             |

### 收費
- 依里程計費；台中市民刷電子票證10公里免費，最多10元。一般民眾上車先扣款15元
- 里程計費說明：
  - 基本里程：8公里。
  - 基本里程票價全票20元、半票11元。
  - 超過基本里程（8公里）計費方式：
    - 全票=[2.431 x 搭乘里程數x （1+5%營業稅）] （四捨五入）
    - 半票=[2.431 x 搭乘里程數x （1+5%營業稅）] x 50% （四捨五入）

  - 兒童、老人、身心障礙者及其陪伴者依規定半票收費。

### 停站
- 參見右側路線圖
- 路線圖更新時間為2021年6月2日。

## 外部連結
- 豐原客運首頁 （页面存档备份，存于）
- 統聯客運首頁 （页面存档备份，存于）
- 臺中市公車動態資訊 （页面存档备份，存于）